# NGC 2954
NGC 2954 je galaksija u zviježđu Lavu.

## Vanjske poveznice
- SEDS: NGC 2954